# Strafabteilung

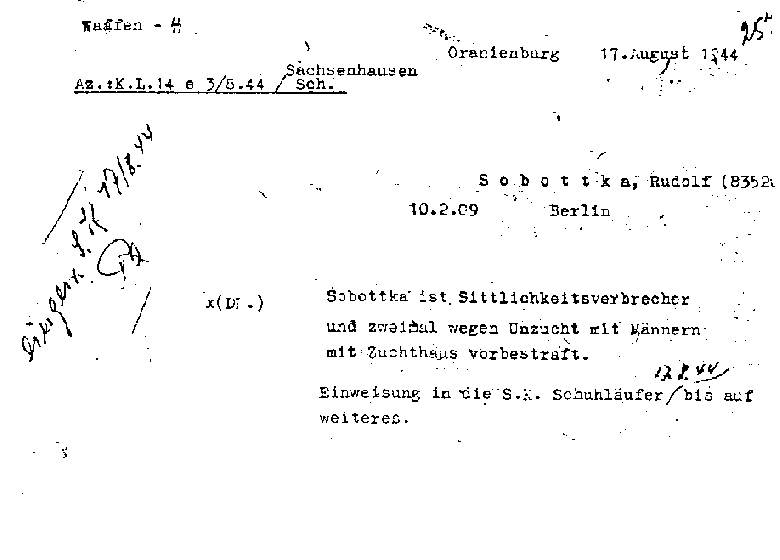
Einweisung eines Homosexuellen in das KZ Sachsenhausen und Zuteilung zur Strafkompanie „Schuhläufer“

Strafabteilungen (auch Strafkompanie oder Strafsektion) waren Einheiten, die aus Personen bestanden, die wegen Verurteilung zu einer längeren Freiheitsstrafe als dienstunwürdig galten. 
Abteilungen der ersten Art wurden auch Disziplinarkompanien genannt. Aufgrund der Auswahl der Mannschaften waren die Strafabteilungen nie sehr umfangreich, so bestand Anfang des 20. Jahrhunderts nur eine Strafabteilung, die in Spandau stationiert und dem 5. Garderegiment zugeteilt war. Sie hatte die Bezeichnung „Disziplinarabteilung des Gardekorps“.  
Eine Strafkompanie (SK) war eine besondere Arbeitskompanie in den Konzentrationslagern – Schwerstarbeit im Laufschritt, auch nach offiziellem Arbeitsende und an den Sonntagnachmittagen, bei Essensentzug, als Form von schwerster Misshandlung durch Kapos und SS, siehe Strafkompanie (KZ Auschwitz).